# Josef Gresak
Josef Gresak (født 30. december 1907 i Bardejov - død 17. april 1987 i Bratislava, Slovakiet) var en slovakisk komponist, pianist, organist og lærer.
Gresak studerede violin, orgel, klaver og komposition på lærerseminariet i Spišska Kapitula (Spids Kapitalen). Han var senere lærer i komposition på gymnasiet i Bardejov. Han har skrevet fire symfonier., to sinfoniettas, orkesterværker, fire operaer, en ballet, kammermusik, korværker, sceneværker, klaverstykker, orgelstykker etc. Gresak skrev musik i senromantisk stil, med tonale elementer fra musikken i begyndelsen af det 20. århundrede. Han hørte til en af de fremtrædende personligheder i det slovakiske musikliv. Gresak var også akkompagnatør på klaver på forskellige institutioner i Tjekkiet, og i Mähren og på det Ukrainske Nationalteater. Hans datter var gift med komponisten Jan Zimmer.

## Udvalgte værker
- Symfoni nr. 1 "Východslovenská symfónia" (østslovakisk symfoni) (1958/1959) - for stort orkester
- Symfoni nr. 2 "Sinfonia quasi una fantasia" (Ny version af Východslovenská symfónia) (1962) - for stort orkester
- Symfoni nr. 3 "Orgelsymfoni" (1975) - for orgel og orkester
- Kammersymfoni (1922/1923 Rev. 1982) - for fløjte, obo, fagot og strygeorkester
- Koncertante Sinfonietta (1976) - for violin og orkester
- Sinfonietta (efter Koncertante Sinfonietta) (1990) (arrangeret for stort orkester af Bystrík Režucha)
- "Neprebudený" (Uvækket) (efter Martin Kukučín (1952, Rev. før 1982) - opera
- Violinkoncert (1954) - for violin og orkester
- Klaverkoncert (1965) - for klaver og orkester
- "Raduz og Mahuliena" (1954/1955) - ballet